# Borșa-Crestaia, Cluj
Borșa-Crestaia este un sat în comuna Borșa din județul Cluj, Transilvania, România.

Conform informațiilor din cadrul Recensământul Populației și Locuințelor din anul 2011 localitatea nu avea nici un locuitor la data rencensământului. Localitatea are o vatră și o rețea de drumuri identificabilă pe imaginile satelitare recente. Conform paginii 295 din raportul Revistei Transilvane de Științe Administrative, localitatea a fost desființată în baza legii 2/1989; probabil a fost contopită cu localitatea Borșa. Ea rămâne în lista Siruta din cauza abrogării legii 2/1989 cu decretul din 1990.